# St. Katharinen (Mainau)

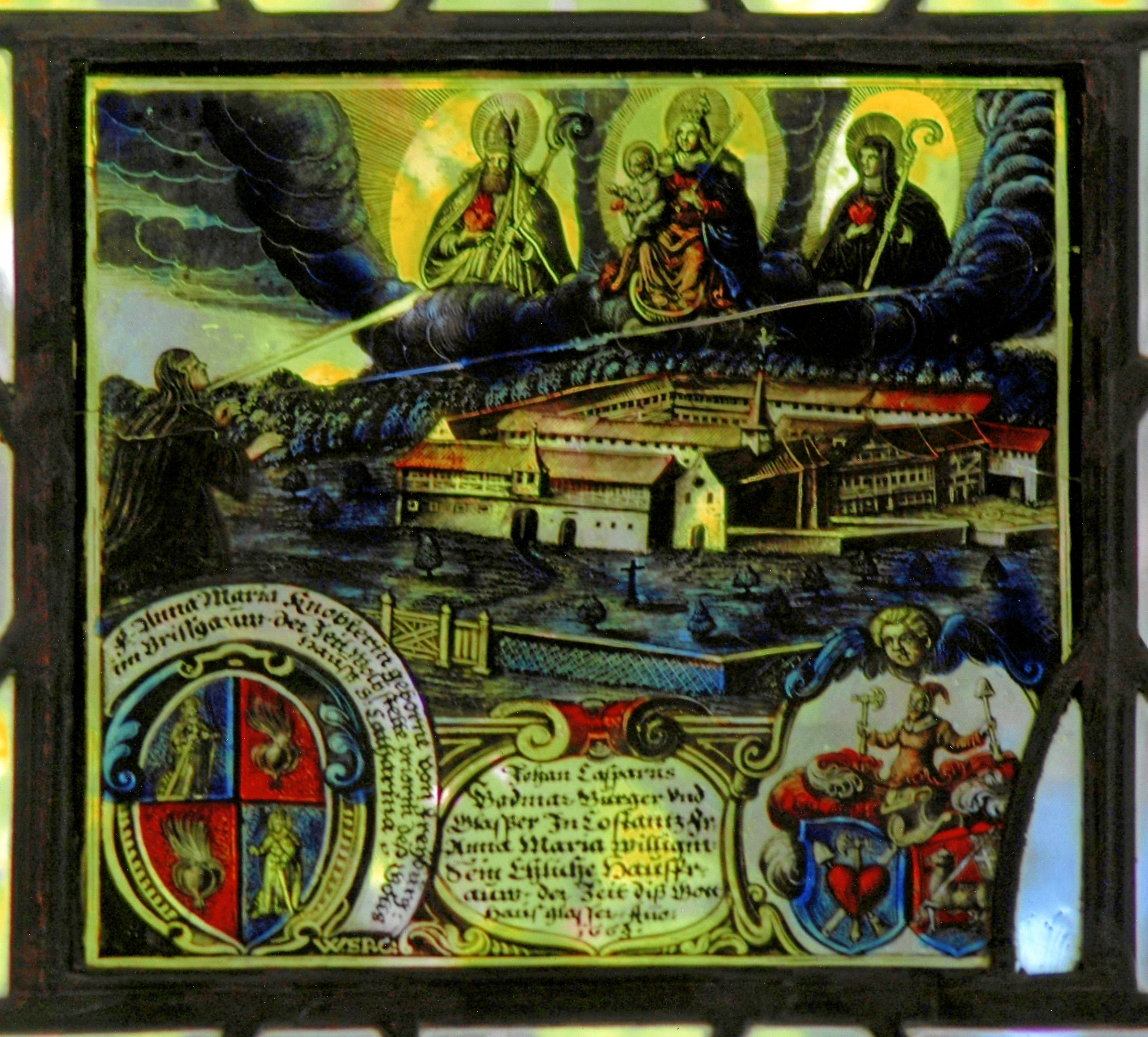
Ehemaliges Kloster, Südwestansicht. Johann Wolfgang Spengler: Glasmalerei (1669)

St. Katharinen war ein Kloster der Augustiner-Eremitinnen unter dem Patrozinium der hl. Katharina im Mainauwald im heutigen Stadtgebiet von Konstanz. Die Lichtung im Mainauwald gehört als gut sieben Hektar große Exklave zum Stadtteil Litzelstetten und grenzt an die Stadtteile Wollmatingen und Egg. Früher gehörte das Gebiet ebenso wie die Insel Mainau zur damaligen Gemeinde Allmannsdorf.

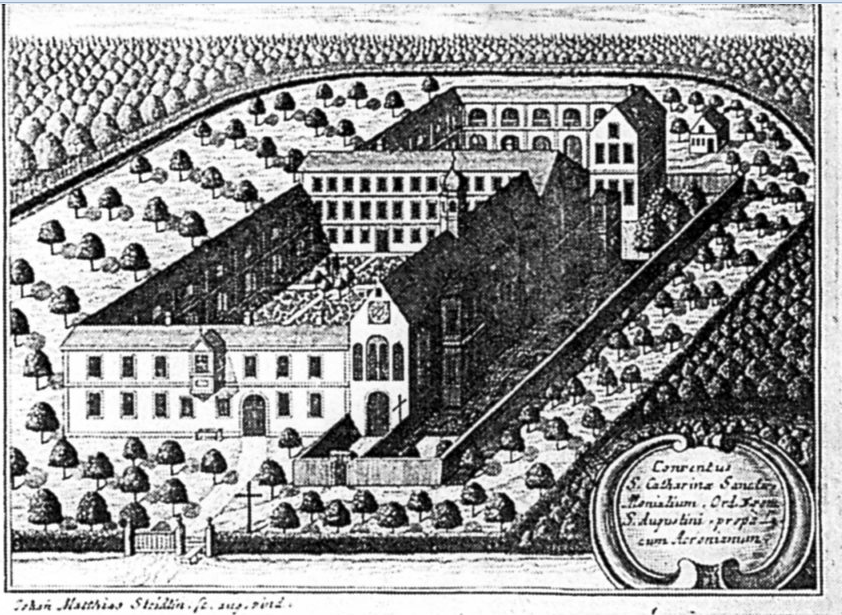
Johann Matthias Steidlin: Kupferstich (1740)

St. Katharinen war ein angeblich bereits im Jahr 1260 gestiftetes Augustinerkloster, mit erstmaliger urkundlicher Erwähnung 1324. Das Patrozinium ist erstmals 1390 erwähnt. Spätestens ab 1436 lebten hier Klosterfrauen, vermutlich als Beginen, also ohne ewiges Gelübde. Dann schlossen sie sich dem Orden der Augustiner-Eremiten an. Die Kapelle wurde anscheinend um 1470 erbaut oder repariert und 1667 etwas umgestaltet. 
Im 14. und im 15. Jahrhundert ist eine Einsiedelei belegt, die zur Pfarrei Wollmatingen gehörte. Ein Frauenkloster ist seit Ende des 15. Jahrhunderts nachweisbar. 
Im Zuge der Wirren der Reformation kam 1542 das wundertätige Kreuz von Bernrain in das Kloster St. Katharina. Dadurch religiös beachtlich aufgewertet, wurde es zu einem regionalen Wallfahrtsort. Erst auf starken Druck des Bischofs von Konstanz und des Deutschen Ordens hin, musste das Kloster das Kreuz 1664 wieder an Bernrain zurückgeben. 1667 konnte das Kloster seine Anlage erweitern und eine größere Kirche bauen. 
Das Frauenkloster wurde 1781 vom Augustinerorden getrennt und dem bischöflichen Ordinariat unterstellt. Im Jahr 1803 wurde das Kloster provisorisch und 1810/1815 endgültig aufgehoben. Die verbliebenen zehn Nonnen mussten gehen und 1808 wurde das Kloster säkularisiert, der Besitz zugunsten des Großherzogs von Baden enteignet und versteigert. Die Klostergebäude waren nach 1815 weitgehend abgerissen. 
Das Gut, das zur Gemeinde Allmannsdorf und zur Pfarrei Wollmatingen gehörte, kam 1925 an Litzelstetten.
Nach mehreren Besitzerwechseln kaufte es schließlich der Großherzog von Baden als Besitzer der Insel Mainau zurück. In die gleiche Zeit fiel der Abriss der Klosterkirche wegen Baufälligkeit. Der Großherzog verpachtete die übriggebliebenen Gebäude als Gastwirtschaft, die 1965 wegen des fehlenden Wasseranschlusses schließen musste. Nachdem Ende der 1980er Jahre die letzten Bewohner das Anwesen verlassen hatten, drohte der endgültige Verfall. 2013 eröffnete die „Lennart-Bernadotte-Stiftung“, der auch die Insel Mainau gehört, den „Erlebniswald-Mainau“, mit einem Biergarten im ehemaligen Klosterhof (in den Sommermonaten geöffnet).